# Zorochros quadripustulatus
Zorochros quadripustulatus is een keversoort uit de familie kniptorren (Elateridae). De wetenschappelijke naam van de soort is voor het eerst geldig gepubliceerd in 1792 door Preyssler.